# Milan Janša
Milan Janša, född den 26 september 1965 i Jesenice i Slovenien, är en slovensk roddare.
Han tog OS-brons i fyra utan styrman i samband med de olympiska roddtävlingarna 1992 i Barcelona.